# Дегтярне (заповідне урочище)
Дегтярне — заповідне урочище місцевого значення. Об'єкт розташований на території Великобурлуцького району Харківської області, Великобурлуцьке лісництво, квартали 79, 80, 89.
Площа — 179 га, статус отриманий у 1984 році.
Охороняється лісова ділянка у балці зі струмком на південних відрогах Середньоросійської височини, де представлено комплекс типів лісу: суха і свіжа кленово-липова діброва, свіжий дубово-сосновий субір, сирий тополево-вербовий сугрудок. 
Тут також представлені фрагменти типових і рідкісних рослинних угруповань із Зеленої книги України: дубово-соснові ліси ліщинові, дубові ліси татарськокленові, дубові ліси ліщинові, кленово-липово-дубові ліси волосистоосокові. Зростають вікові дерева дуба звичайного, берези повислої, груші звичайної. Такі унікальні поєднання екотопів зрідка трапляються в північній частині степової зони.